# Goliathus albosignatus
Goliathus albosignatus лат.  — вид жесткокрылых из подсемейства бронзовок внутри семейства пластинчатоусых.

## Описание

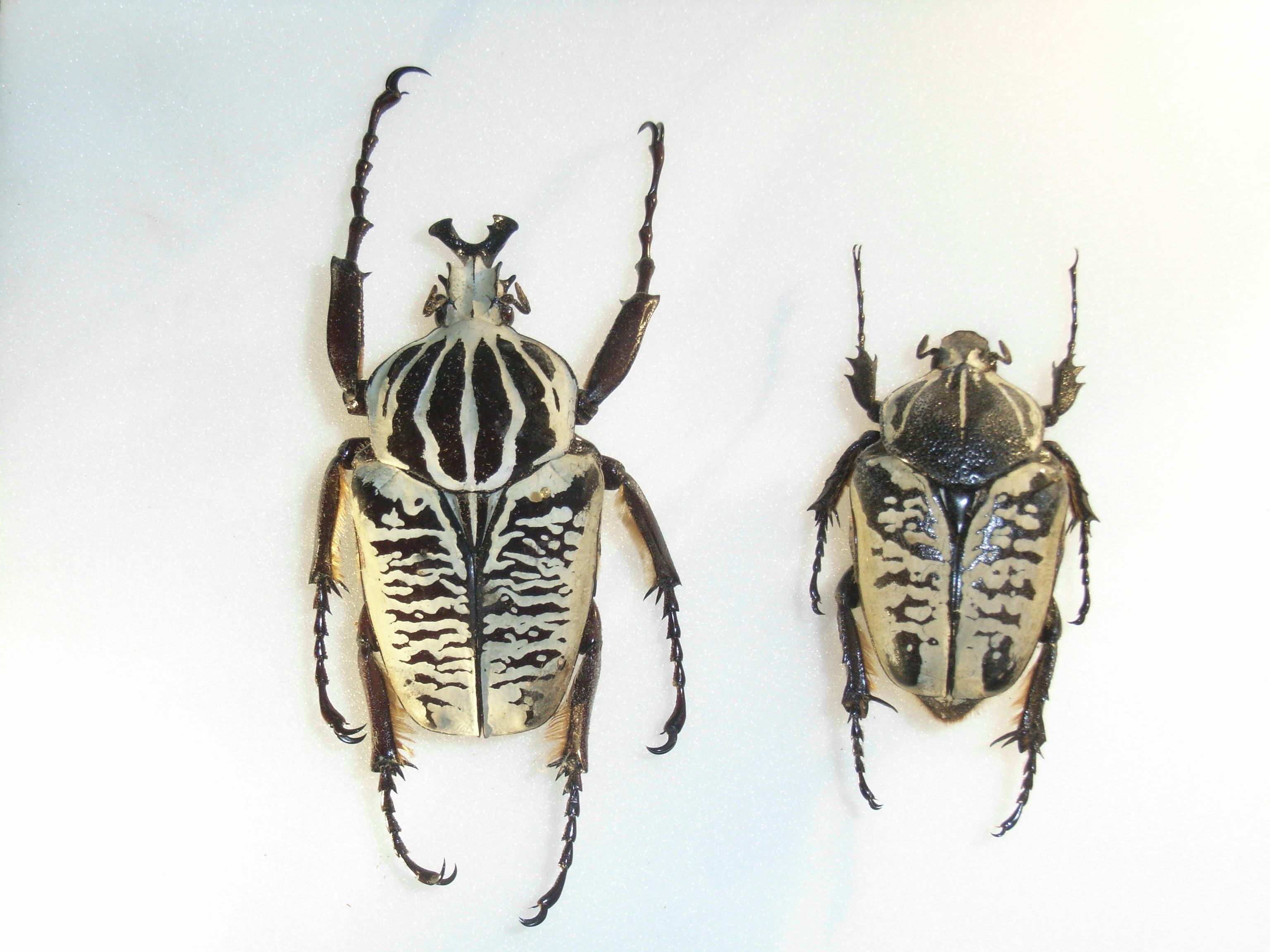
Самец и самка

Длина тела самцов до 60 мм. Самый мелкий представитель рода. Основной фон окраски белый. Надкрылья несут на себе сложный и вариабельный рисунок из горизонтальных полос, которые порой могут частично сливаться между собой. Грудной щит без выемки. Передние голени только у самки с зубцами. Самцы на голове имеют похожий на рог Y-образный отросток. У самки выростов нет, голова в форме щита, что способствует копанию земли для откладывания яиц. Как и другие представители группы бронзовок (Cetoniinae) отличаются от других жуков тем, что их надкрылья имеют на переднем боковом крае выемку, через которую выпускаются крылья при полете, а надкрылья остаются сложенными.

## Ареал
Юго-Восточная Африка.

## Размножение
После спаривания самка зарывается в землю, где откладывает яйца в небольших естественных полостях. Личинки питаются перепревшими листьями и перегноем, также им свойственен каннибализм — личинки более старших возрастов могут поедать более молодых. Окукливание происходит в земле, в колыбельке.